# Stéphane Lannoy
Stéphane Laurent Lannoy (ur. 18 września 1969 w Boulogne-sur-Mer) – francuski sędzia piłkarski. Zna język francuski i angielski.